# Hop Around
Hop Around è un album da solista di Dee Dee Ramone, pubblicato nel 2000, 11 anni dopo la sua uscita dai Ramones.

## Tracce
1. I Don't Wanna Die In The Basement
2. Mental Patient
3. Now I Wanna Be Sedated
4. Rock & Roll Vacation in L.A.
5. Get Out Of This House
6. 38th & 8th
7. Nothin'
8. Hop Around
9. What About Me?
10. I Saw A Skull Instead of My Face
11. I Wanna You
12. Master Plan
13. Born To Lose (versione americana) / Chinese Rocks (versione europea)
14. Hurtin' Kind
15. I'm Horrible

## Formazione
- Dee Dee Ramone - voce e chitarra
- Barbara Ramone - voce e basso
- Billy Rogers - batteria
- Chris Spedding - chitarra
- Roger Mayne - chitarra in Nothin`
- Gordie Lewis - chitarra in Born to Lose
- Jon Drew - batteria in I'm Horrible